# Web 1.0

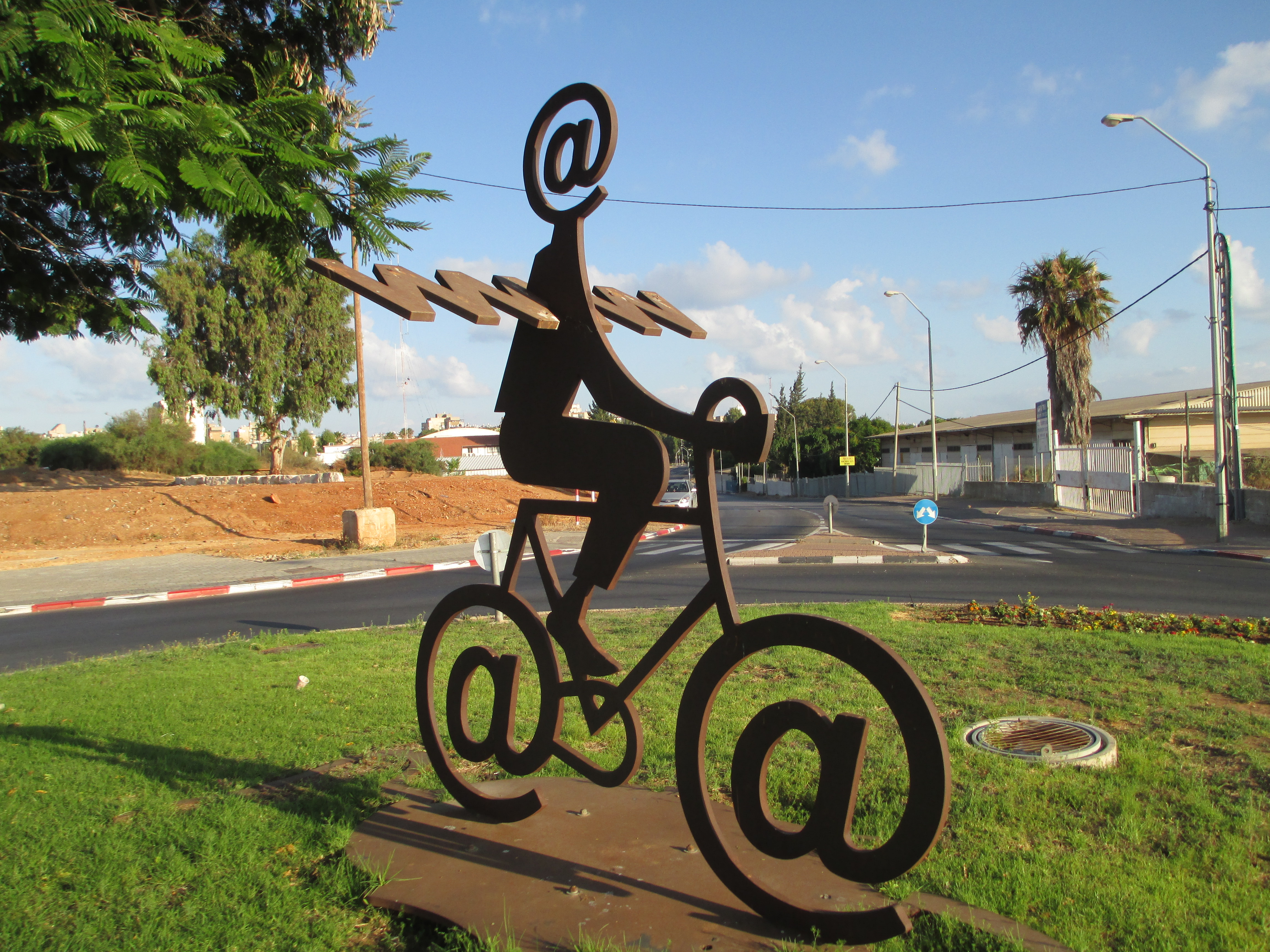
Antes de las redes sociales, típicas de la Web 2.0, el correo electrónico era el principio de comunicación. The Internet Messenger del escultor israelí Buky Schwartz en Holon.

Web 1.0 se refiere a un estado de la World Wide Web. Es en general un término usado para describir la Web antes del impacto de la «fiebre punto com» (1995-2000), que es vista por muchos como el momento en que el internet dio un giro.
El concepto Web 1.0 surgió simultáneamente al de Web 2.0, y se usa en relación con este segundo término para comparar ambos.
Se caracterizó por ser una web en la que solo era posible leer y buscar contenido, los usuarios no tenían la posibilidad de agregar contenido, esta tarea estaba delegada únicamente solo a los usuarios expertos (técnicos, informáticos o sistemas). Su desarrollo era principalmente utilizando lenguaje de hipertexto (html), flash (para realizar animaciones) y en algunos casos javascript.

## Características
Terry Flew, en la tercera edición de New Media describe cual cree que son las diferencias que caracterizan a la Web 1.0:
Fue la primera que apareció en el año 1990 y en ella solo se puede consumir contenido. Se trata de información a la que se podía acceder, pero sin posibilidad de interactuar; era unidireccional. Apareció hacia 1990 y es muy primitiva para lo que hoy ofrece la web.

### Elementos de diseño Web 1.0
Algunos elementos de diseño típicos de un sitio Web 1.0 incluyen:
- Páginas estáticas en vez de dinámicas por el usuario que la visita[4]
- El uso de framesets o marcos.
- Extensiones propias del HTML como <blink> y <marquee>, etiquetas introducidas durante la guerra de navegadores web.
- Libros de visitas en línea o guestbooks
- Botones GIF, casi siempre a una resolución típica de 88x31 píxeles en tamaño promocionando navegadores web u otros productos.[5]
- Formularios HTML enviados vía correo electrónico. Un usuario llenaba un formulario y después de hacer clic se enviaba a través de un cliente de correo electrónico, con el problema que en el código se podía observar los detalles del envío del correo electrónico.[6]
- Todas sus páginas se creaban de forma fija y muy pocas veces se actualizaban.
- No se trata de una nueva versión, sino de una nueva forma de ver las cosas